# Sarandones
Sarandones (llamada oficialmente Santa María de Sarandós) es una parroquia y una localidad española del municipio de Abegondo, en la provincia de La Coruña, Galicia.

## Otras denominaciones
La parroquia también es conocida por los nombres de Santa María de Sarandón y Santa María de Sarandóns.

## Organización territorial
La parroquia está formada por trece entidades de población, constando siete de ellas en el nomenclátor del Instituto Nacional de Estadística español:
- Aquelabanda
- Ardexurxo
- Ardilleiros
- Barreiros
- Bordel
- Bordelle
- Calle (A Calle)
- Cruz de Beira
- Desabanda
- Fontán
- Geixade (Xeixade)
- O Nogueiral
- O Rueiro

## Pazo de Barral o Casa de Felipe II
La casa de Felipe II, también denominada Pazo de Barral, fue construida en la primera mitad del siglo XVI. Planta cuadrada. La fachada principal posee tres puertas de entrada, las laterales con arcos rebajados, la central rodeada por una decoración de bolas. Las ventanas, dispuestas simétricamente, simulan arcos conopiales. Entre los vanos se encuentran dos escudos, ambos con franja superior decorada con formas vegetales. Uno de los escudos es el de la familia de D. Fernando González de Barral y Sotomayor, quien poseyó el terreno, y el otro es un escudo de la realeza española, al que no le falta el cáliz heráldico del Reino de Galicia. A uno y otro lado de las armas reales, aparece una inscripción, que debe leerse de arriba abajo, recordando un hecho singular: "en esta casa grande estuvo alojado Felipe II en 1554", cuando se dirigía desde Santiago, donde diera el tradicional abrazo al apóstol, hacia  A Coruña, con intención de embarcarse en su puerto hacia Inglaterra, donde casaría con María I de Inglaterra, conocida como María Tudor. 

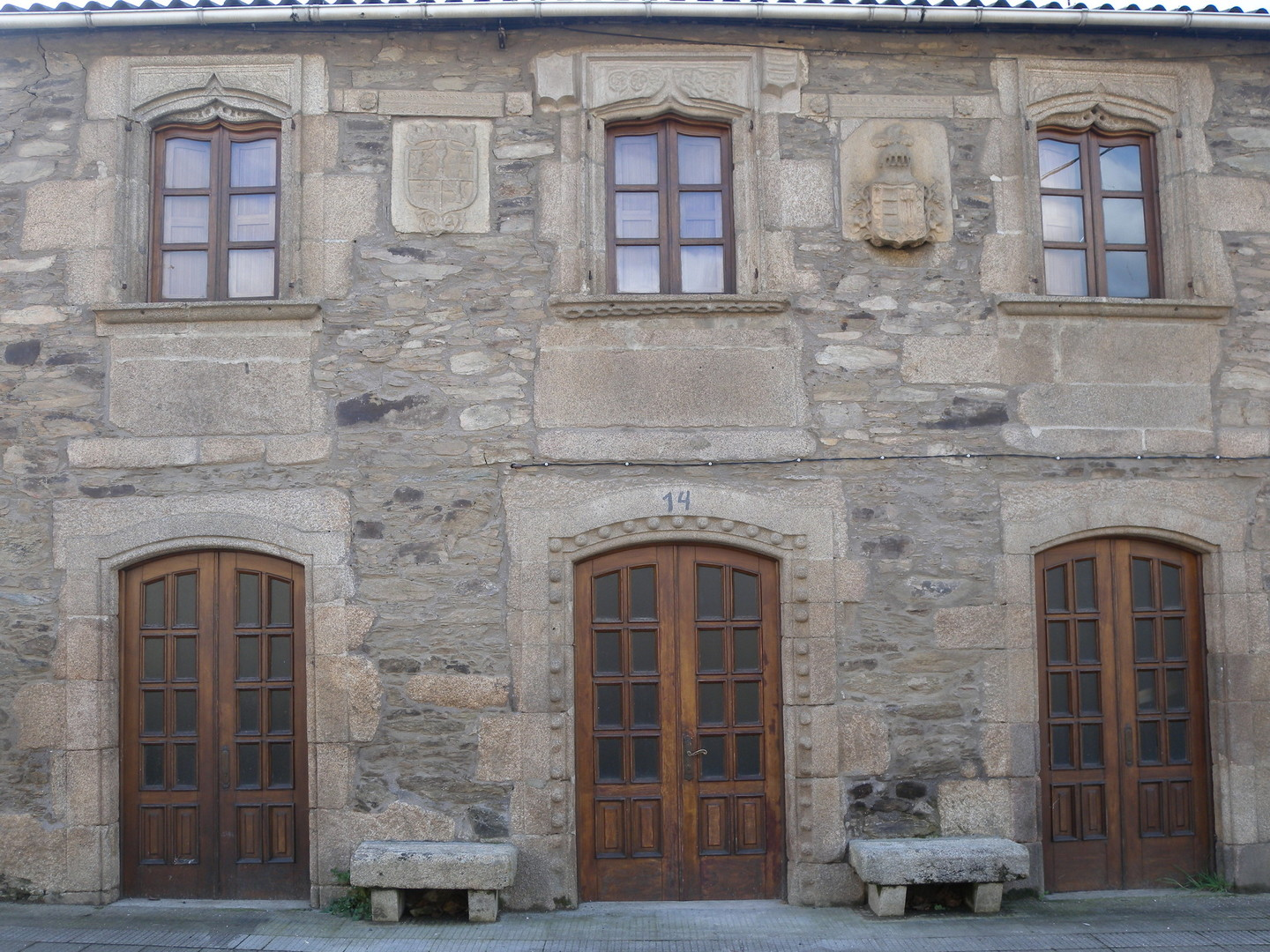
Casa Solar de Barral en Sarandós

## Demografía
| Gráfica de evolución demográfica de Sarandones entre 2000 y 2018 |
|                                                                  |
| Datos según el nomenclátor publicado por el INE.                 |